# George Huntston Williams
Pour les articles homonymes, voir George Williams et Williams.
George Huntston Williams, né à Huntsburg, comté de Geauga dans l'Ohio le 7 avril 1914 et mort le 6 octobre 2000, est un théologien et historien américain, notamment spécialiste du socinianisme.

## Famille et études
George naît le 7 avril 1914, il est le fils de Lucy et du ministre du culte unitarien David Rhys Williams. Son second prénom est lié au village de Huntsburg dans l'Ohio auquel lui-même et sa famille sont attachés. Williams étudie tout d'abord à la St. Lawrence University où il obtient son Bachelor of arts, en 1936, puis à la Meadville Theological School pour son Bachelor of Divinity en 1939. Il poursuit ensuite des recherches à l'Université de Berlin, Paris et Strasbourg. Il est ordonné ministre du culte de l'Église unitarienne, en 1940, à Rockford (Illinois) où il épouse Marjorie Derr,.

## Carrière
Dès 1941 il enseigne l'histoire de l'Église à la Starr King School for the Ministry (en) de Berkeley, et à la Pacific School of Religion (en), alors qu'il prépare sa thèse de théologie, The Norman Anonymous of AD 1100,. Williams obtient son doctorat en cette matière à l'Union Theological Seminary de New York, en 1946. Dès l'année suivante, il enseigne à la Harvard Divinity School (HDS) dont il devient doyen, en 1953. Avec l'aide de plusieurs collègues, Williams publie, en 1954, la première étude complète de l'histoire de Harvard et de l'importance de sa Divinity School, The Harvard Divinity School: its place in Harvard University and in American culture. En 1956, il est nommé à la chaire Winn d'histoire ecclésiastique de la HDS. Williams est délégué officiel avec statut d'observateur au concile Vatican II, de 1962 à 1965. Il y rencontre entre autres l'archevêque Karol Wojtyla, avec lequel il partage un intérêt académique pour la Réforme en Pologne. Il publie d'ailleurs en 1981, The Polish Brethren, qui relate l'histoire de la Petite Église polonaise de 1601 à 1685. Williams devient en 1963 titulaire de la prestigieuse Hollis Chair of Divinity, jusqu'à sa retraite en 1980.
Au cours de sa carrière académique, Williams a publié environ deux cents articles et quelque quinze ouvrages. Parmi ceux-ci, on peut citer l'un des plus récents, The mind of John Paul II : origins of his thought and action, qui montre son attachement au dialogue entre protestants et catholiques. Cette ouverture d'esprit lui vaut d'ailleurs d'être fait chevalier de l'Ordre de Saint-Grégoire-le-Grand par le Saint-Siège. En outre, il était le premier chef de la société pro-vie Americans United for Life.

## Quelques ouvrages et articles
- The Polish Brethren : Documentation of the History and Thought of Unitarianism in the Polish-Lithuanian Commonwealth and in the Diaspora 1601-1685, Scholars Press, 1980, (OCLC 3361155).
- The radical Reformation, Philadelphia, Westminster Press, 1962, (OCLC 781242219).
- Unterschiede zwischen dem polnischen und dem siebenbürgisch-ungarischen Unitarismus und ihre Ursachen, in: Wolfgang Deppert/Werner Erdt/Aart de Groot (Hrsg.): Der Einfluß der Unitarier auf die europäisch-amerikanische Geistesgeschichte, Peter Lang Verlag, Frankfurt am Main/Berne/New York/Paris 1990, (OCLC 23905329), p. 33-57.
- Article The Attitude of Liberals in New England toward Non-Christian Religions, 1784–1885, Crane Review 9.